# Шерер, Жан-Жак
Жан-Жак Шерер (фр. Jean-Jacques Scherrer, 1855—1916) — французский живописец.

## Биография
После смерти отца воспитывался своим дядей. После окончания школы работал на фабрике в Фастате. В 1871 году после Франкфуртского мира выбрал французское гражданство и переехал в Париж. Учился у Пьера-Жюля Кавелье в мастерской Феликса Жозефа Барриа. Затем продолжил обучение в Школе изящных искусств под руководством Александра Кабанеля.

## Произведения
Многие произведения Шерера посвящены знаковым событиям истории Франции.

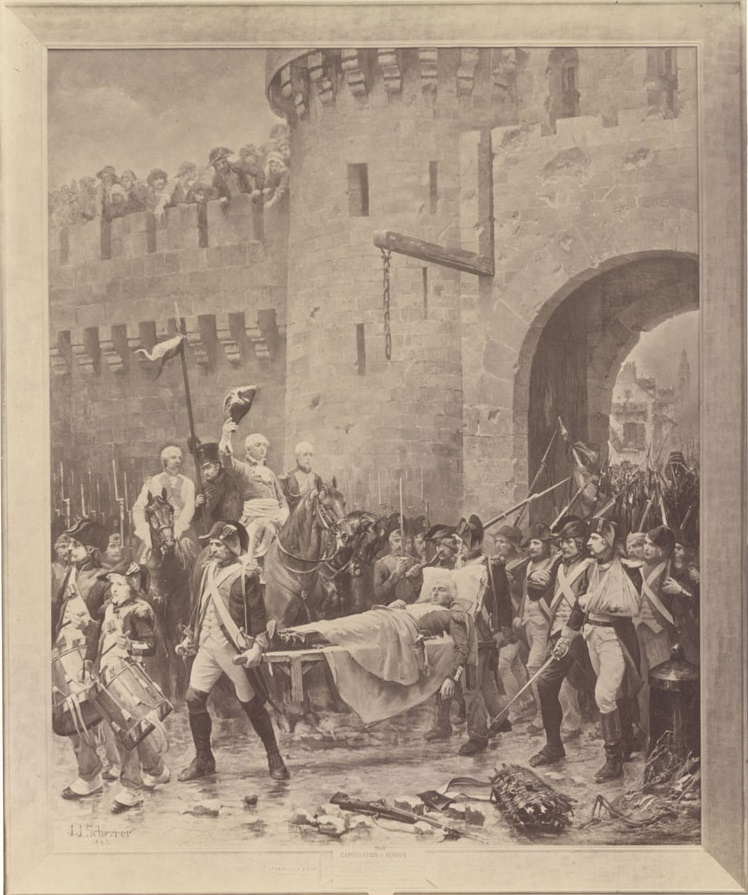
Капитуляция Вердена, 1792, рис. 1883
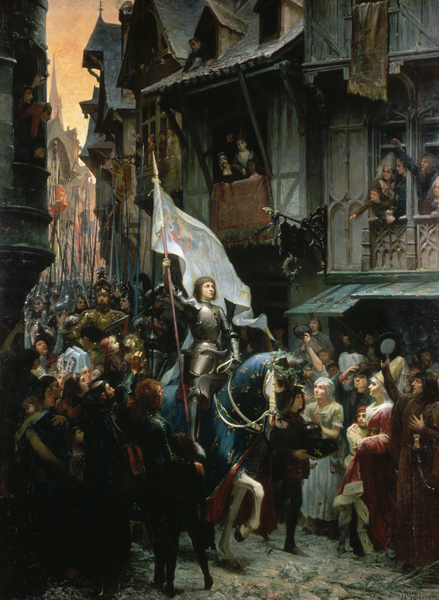
Жанна д'Арк вступает в Орлеан, рис. 1887